# Шайнпфлюг, Карел
Карел Шайнпфлюг (чеш. Karel Scheinpflug; 28 декабря 1869, Слани, Богемия, Австрийская империя — 5 мая 1948, Марианске-Лазне Чехословакия) — чешский писатель
, журналист, драматург и литературный критик.

## Биография
Карел Шайнпфлюг родился в семье владельца металлургического предприятия. До 1914 работал на заводе отца. После окончания Первой мировой войны полностью посвятил себя журналистике. Был редактором в газете «Národní listy» (1919—1927) и «Лидове новины» (1928—1933). Принимал активное участие в деятельности литературных клубов и писательских организаций.
После ранней смерти жены воспитывал детей в одиночку. Дочь Ольга (1902—1968) — чешская актриса и писательница, жена Карела Чапека.
Автор сборников стихов, рассказов, романов, в том числе научно-фантастических, пьес, критических статей.
Его прозаические произведения отражают реальную жизнь различных социальных классов Чехословакии, поднимают проблемы семейных отношений. В ряде работ используются фантастические темы.

## Избранные произведения

### Поэзия
- J.N.R.I (1898),
- Opuštěný důl (1903)

### Рассказы и повести
- Moře (1907),
- Dítě, Smrt a Dobrodiní (1909),
- Perly v octě (1909),
- Trhači protěží (1920),
- Odborníci (1920),
- Strom iluzí a křišťál pravdy (1921),
- Šlépěje (1925),
- Lidské sněhy (1927),
- Mluvící štěně (1931),
- Rozhodné chvíle (1946),

### Романы
- Pouta soužití (1918),
- Motýl ve svítilně (1930),
- Babylonská věž (1931),
- Nevolnictví těla (1933),
- King Fu (1936),
- Krysař (1947)

### Драматургические работы
- Mrak (1919),
- Geysír (1922),
- Druhé mládí (1924)

### Статьи
- Divadlo na venkově (1922),
- Italský zájezd (1922),
- Kapitoly o spiritismu (1923),
- Paříž (1924),
- Německem, Holandskem a Belgií (1929)